# 洛倫斯鎮區 (密蘇里州波林格縣)
洛倫斯鎮區（英語：Lorance Township）是位於美國密蘇里州波林格縣的一個行政鎮區。

## 地方資料
洛倫斯鎮區的面積為269.48平方千米，當中陸地面積為269.10平方千米，而水域面積為0.37平方千米。根據2020年美國人口普查的數據，當地共有人口3636人，而人口密度為每平方千米13.49人。